# I. al-Vászik abbászida kalifa
I. Al-Vászik billáh (arab betűkkel الواثق بالله – al-Wāṯiq billāh), eredeti nevén Abu Dzsaafar Hárún (arabul أبو جعفر هارون – Abū Ǧaʿfar Hārūn; 816 – Mezopotámia, Szamarra, 847. augusztus 10.), Muhammad al-Mutaszim fia volt az Abbászida-dinasztia kilencedik kalifája (uralkodott 842-től haláláig). Melléknevének (al-Vászik billáh) jelentése: Istenben bízó. Apjától örökölte a trónt.
Apja egy bizánci ágyasától, bizonyos Karatisztól született. Nevelését a jeles filozófus és természettudós, al-Kindi látta el. Uralkodása viszonylag eseménytelenül telt, az apja által felállított török rabszolgahadseregre, elsősorban Buga al-Kabír csapataira hagyatkozott a különféle kisebb-nagyobb lázadások leverésében. Külpolitikailag békés irányvonalat folytatott, amit leginkább egy nagyarányú fogolycsere jelez a bizánci határon; ilyesmire vagy harminc év óta nem került sor ismereteink szerint. A vallás terén kitartott apja és nagybátyja mutazilita nézetei mellett, és fenntartotta az inkvizíció (mihna) intézményét, amely ellen a vallástudósok Ahmad ibn Hanbal vezetése alatt kitartóan, és egyre eredményesebben harcoltak.
Apjához hasonlóan jómaga is művelt, művészeteket és tudományokat kedvelő és pártoló uralkodó volt. Udvari költője az apjától „örökölt” Abu Tammám maradt, de Bagdadban már nagy népszerűségre tett szert annak tanítványa, al-Buhturi is. A Hunajn ibn Iszhák vezette bagdadi Dár al-Hikma továbbra is élvezte az uralkodó támogatását.
Al-Vászik 847-ben megbetegedett, és rövidesen meghalt. A trónon fivére, Dzsaafar al-Mutavakkil követte.